# Llista d'asteroides troians (camp grec)
Llista dels asteroides troians de  Júpiter que orbiten al Sol al Punt de Lagrange L₄, situat 60° per davant del planeta. També es coneix com a grup d'Aquil·les. Per a tots els asteroides del punt L  4)  que tenen nom propi, aquest correspon al d'un participant en l'exèrcit grec de la guerra de Troia, excepte (624) Hèctor, el nom fou adjudicat abans d'aquesta convenció. En compensació, l'asteroide (617) Pàtrocle és una denominació troiana d'un asteroide situat al camp troià, o punt de Lagrange (L₅).
- (588) Aquil·les
- (624) Hèctor
- (659) Nestor
- (911) Agamèmnon
- (1143) Odysseus
- (1404) Ajax
- (1437) Diomedes
- (1583) Antilochus
- (1647) Menelaus
- (1749) Telamon
- (1868) Thersites
- (1869) Philoctetes
- (2146) Stentor
- (2148) Epeios
- (2260) Neoptolemus
- (2456) Palamedes
- (2759) Idomeneus
- (2797) Teucer
- (2920) Automedon
- (3063) Makhaon
- (3391) Sinon
- (3540) Protesilaos
- (3548) Eurybates
- (3564) Talthybius
- (3596) Meriones
- (3709) Polypoites
- (3793) Leonteus
- (3794) Sthenelos
- (3801) Thrasymedes
- (4007) Euryalos
- (4035) 1986 WD
- (4057) Demophon
- (4060) Deipylos
- (4063) Euforbo
- (4068) Menestheus
- (4086) Podalirius
- (4138) Kalchas
- (4489) 1988) AK
- (4501) Eurypylos
- (4543) Phoinix
- (4833) Meges
- (4834) Thoas
- (4835) 1989 BQ
- (4836) Medon
- (4902) Thessandrus
- (4946) Askalaphus
- (5012) Eurymedon
- (5023) Agapenor
- (5025) 1986 TS₆
- (5027) Androgeos
- (5028) Halaesus
- (5041) Theotes
- (5123) 1989 BL
- (5126) Achaemenides
- (5209) 1989 CW1
- (5244) Amphilochos
- (5254) Ulysses
- (5258) 1989 AU1
- (5259) Epeigeus
- (5264) Telephus
- (5283) Pyrrhus
- (5284) Orsilocus
- (5285) Krethon
- (5436) Eumelos
- (5652) Amphimachus
- (6090) 1989 DJ
- (6545) 1986 TR₆
- (7119) Hiera
- (7152) Euneus
- (7214) Anticlus
- (7543) Prylis
- (7641) 1986 TT₆
- (8060) Anius
- (8125) Tyndareus
- (8241) Agrius
- (8317) Eurysaces
- (9431) 1996 PS1
- (9590) 1991 DK1
- (9694) Lycomedes
- (9712) Nauplius
- (9713) Oceax
- (9790) 1995 OK₈
- (9799) 1996 RJ
- (9807) 1997 SJ₄
- (9817) Thersander
- (9818) Eurymachos
- (9828) Antimachos
- (9857) 1991 EN
- (9907) Oileus
- (10247) Amphiaraos
- (10664) Phemios
- (10989) Dolios
- (11251) Icarion
- (11252) Laertes
- (11351) 1997 TS25
- (11395) 1998 XN77
- (11396) 1998 XZ77
- (11397) 1998 XX93
- (11428) Alcinoös
- (11429) Demodokus
- (11668) Balios
- (12054) 1997 TT9
- (12238) Actor
- (12658) Peiraios
- (12714) Alkimos
- (12916) 1998 TL15
- (12917) 1998 TG16
- (12921) 1998 WZ₅
- (12972) Eumaios
- (12973) Melanthios
- (12974) Halitherses
- (13060) 1991 EJ
- (13062) Podarkes
- (13181) Peneleos
- (13182) 1996 SO₈
- (13183) 1996 TW
- (13184) Augeias
- (13185) Agasthenes
- (13229) Echion
- (13230) 1997 VG1
- (13323) 1998 SQ
- (13331) 1998 SU52
- (13353) 1998 TU₁₂
- (13362) 1998 UQ16
- (13366) 1998 US24
- (13372) 1998 VU₆
- (13379) 1998 WX9
- (13383) 1998 XS31
- (13385) 1998 XO79
- (13387) Irus
- (13463) Antiphos
- (13475) Orestes
- (13650) 1996 TN49
- (13694) 1997 WW₇
- (13780) 1998 UZ₈
- (13782) 1998 UM18
- (13790) 1998 UF31
- (13862) 1999 XT160
- (14235) 1999 XA187
- (14268) 2000 AK156
- (14518) 1996 RZ30
- (14690) 2000 AR25
- (14707) 2000 CC20
- (14791) Atreus
- (14792) Thyestes
- (15033) 1998 VY29
- (15094) 1999 WB₂
- (15398) 1997 UZ23
- (15436) 1998 VU30
- (15440) 1998 WX₄
- (15442) 1998 WN11
- (15521) 1999 XH133
- (15527) 1999 YY₂
- (15529) 2000 AA80
- (15535) 2000 AT177
- (15536) 2000 AG191
- (15539) 2000 CN₃
- (15651) Tlepolemos
- (15663) Periphas
- (15913) Telemachus
- (16099) 1999 VQ24
- (16152) 1999 YN₁₂
- (16974) 1998 WR21
- (17351) Pheidippos
- (17874) 1998 YM₃
- (18058) 1999 XY129
- (18060) 1999 XJ156
- (18062) 1999 XY187
- (18063) 1999 XW211
- (18071) 2000 BA27
- (18263) Anchialos
- (19725) 1999 WT₄
- (19913) Aigyptios
- (20144) 1996 RA33
- (20424) 1998 VF30
- (20428) 1998 WG20
- (20716) 1999 XG91
- (20720) 1999 XP101
- (20729) 1999 XS143
- (20738) 1999 XG191
- (20739) 1999 XM193
- (20947) Polyneikes
- (20952) Tydeus
- (20961) Arkesilaos
- (20995) 1985) VY
- (21271) 1996 RF33
- (21284) 1996 TC51
- (21370) 1997 TB28
- (21371) 1997 TD28
- (21372) 1997 TM28
- (21593) 1998 VL27
- (21595) 1998 WJ₅
- (21599) 1998 WA15
- (21601) 1998 XO89
- (21602) Ialmenus
- (21900) 1999 VQ10
- (22008) 1999 XM71
- (22009) 1999 XK77
- (22010) 1999 XM78
- (22012) 1999 XO82
- (22014) 1999 XQ96
- (22035) 1999 XR170
- (22041) 1999 XK192
- (22042) 1999 XP194
- (22049) 1999 XW257
- (22052) 2000 AQ14
- (22054) 2000 AP21
- (22055) 2000 AS25
- (22056) 2000 AU31
- (22059) 2000 AD75
- (22149) 2000 WD49
- (22199) Klonios
- (22203) Prothoenor
- (22222) Hodios
- (22227) Polyxenos
- (22404) 1995 ME₄
- (22503) Thalpius
- (23075) 1999 XV83
- (23114) 2000 AL16
- (23118) 2000 AU27
- (23119) 2000 AP33
- (23123) 2000 AU57
- (23126) 2000 AK95
- (23135) 2000 AN146
- (23144) 2000 AY182
- (23152) 2000 CS₈
- (23269) 2000 YH62
- (23285) 2000 YH119
- (23355) Elephenor
- (23382) Epistrophos
- (23383) Schedios
- (23480) 1991 EL
- (23622) 1996 RW29
- (23624) 1996 UX₃
- (23706) 1997 SY32
- (23709) 1997 TA28
- (23710) 1997 UJ
- (23939) 1998 TV33
- (23947) 1998 UH16
- (23958) 1998 VD30
- (23963) 1998 WY₈
- (23968) 1998 XA13
- (23970) 1998 YP₆
- (24212) 1999 XW59
- (24225) 1999 XV80
- (24233) 1999 XD94
- (24244) 1999 XY101
- (24275) 1999 XW167
- (24279) 1999 XR171
- (24312) 1999 YO22
- (24313) 1999 YR27
- (24340) 2000 AP84
- (24341) 2000 AJ87
- (24357) 2000 AC115
- (24380) 2000 AA160
- (24390) 2000 AD177
- (24403) 2000 AX193
- (24420) 2000 BU22
- (24426) 2000 CR₁₂
- (24479) 2000 WU157
- (24485) 2000 YL102
- (24486) 2000 YR102
- (24498) 2001 AC25
- (24501) 2001 AN37
- (24505) 2001 BZ
- (24506) 2001 BS15
- (24508) 2001 BL26
- (24519) 2001 CH
- (24528) 2001 CP11
- (24530) 2001 CP18
- (24531) 2001 CE21
- (24534) 2001 CX27
- (24536) 2001 CN33
- (24537) 2001 CB35
- (24539) 2001 DP₅
- (24587) Kapaneus
- (24603) Mekistheus
- (24882) 1996 RK30
- (25895) 2000 XN9
- (25910) 2001 BM50
- (25911) 2001 BC76
- (25937) 2001 DY92
- (25938) 2001 DC102
- (26057) Ankaios
- (26486) 2000 AQ231
- (26510) 2000 CZ34
- (26601) 2000 FD1
- (26705) 2001 FL145
- (26763) Peirithoos
- (28958) 2001 CQ42
- (28960) 2001 DZ81
- (30020) 2000 DZ₅
- (30102) 2000 FC1
- (30510) 2001 DM44
- (31835) 2000 BK16
- (32498) 2000 XX37
- (33822) 2000 AA231
- (34684) 2001 CJ28
- (34993) Euaimon
- (35272) 1996 RH10
- (35276) 1996 RS25
- (35277) 1996 RV27
- (35363) 1997 TV28
- (35672) 1998 UZ14
- (35673) 1998 VQ15
- (36259) 1999 XM74
- (36265) 1999 XV156
- (36267) 1999 XB211
- (36268) 1999 XT213
- (36269) 1999 XB214
- (36270) 1999 XS248
- (36271) 2000 AV19
- (36279) 2000 BQ₅
- (37281) 2000 YA61
- (37297) 2001 BQ77
- (37298) 2001 BU80
- (37299) 2001 CN21
- (37300) 2001 CW32
- (37301) 2001 CA39
- (37685) 1995 OU₂
- (37710) 1996 RD₁₂
- (37714) 1996 RK29
- (37715) 1996 RN31
- (37716) 1996 RP32
- (37732) 1996 TY68
- (37789) 1997 UL16
- (37790) 1997 UX26
- (38050) 1998 VR38
- (38051) 1998 XJ₅
- (38052) 1998 XA₇
- (38574) 1999 WS₄
- (38585) 1999 XD67
- (38592) 1999 XH162
- (38594) 1999 XF193
- (38596) 1999 XP199
- (38597) 1999 XU200
- (38598) 1999 XQ208
- (38599) 1999 XC210
- (38600) 1999 XR213
- (38606) 1999 YC13
- (38607) 2000 AN₆
- (38609) 2000 AB26
- (38610) 2000 AU45
- (38611) 2000 AS74
- (38614) 2000 AA113
- (38615) 2000 AV121
- (38617) 2000 AY161
- (38619) 2000 AW183
- (38621) 2000 AG201
- (39229) 2000 YJ30
- (39264) 2000 YQ139
- (39270) 2001 AH11
- (39275) 2001 AV37
- (39278) 2001 BK9
- (39280) 2001 BE24
- (39284) 2001 BB62
- (39285) 2001 BP75
- (39286) 2001 CX₆
- (39287) 2001 CD14
- (39288) 2001 CD21
- (39289) 2001 CT28
- (39292) 2001 DS₄
- (39293) 2001 DQ10
- (39362) 2002 BU1
- (39369) 2002 CE13
- (39463) Phyleus
- (39691) 1996 RR31
- (39692) 1996 RB32
- (39693) 1996 ST1
- (39793) 1997 SZ23
- (39794) 1997 SU24
- (39795) 1997 SF28
- (39797) 1997 TK18
- (39798) 1997 TW28
- (39803) 1997 UY15
- (40237) 1998 VM₆
- (40262) 1999 CF156
- (41268) 1999 XO64
- (41340) 1999 YO14
- (41342) 1999 YC23
- (41350) 2000 AJ25
- (41353) 2000 AB33
- (41355) 2000 AF36
- (41359) 2000 AG55
- (41379) 2000 AS105
- (41417) 2000 AL233
- (41426) 2000 CJ140
- (41427) 2000 DY₄
- (42036) 2000 YP96
- (42114) 2001 BH₄
- (42146) 2001 BN42
- (42168) 2001 CT13
- (42176) 2001 CK22
- (42179) 2001 CP25
- (42182) 2001 CP29
- (42187) 2001 CS32
- (42200) 2001 DJ26
- (42201) 2001 DH29
- (42230) 2001 DE108
- (42367) 2002 CQ134
- (42403) Andraimon
- (42554) 1996 RJ28
- (42555) 1996 RU31
- (43212) 2000 AL113
- (43436) 2000 YD42
- (43627) 2002 CL224
- (43706) Iphiklos
- (46676) 1996 RF29
- (48269) 2002 AX166
- (51378) 2001 AT33
- (51405) 2001 DL106
- (52645) 1997 XR13
- (53436) 1999 VB154
- (53449) 1999 XG132
- (53469) 2000 AX₈
- (53477) 2000 AA54
- (54678) 2000 YW47
- (54680) 2001 AS9
- (54689) 2001 DH101
- (55563) 2002 AW34
- (55568) 2002 CU15
- (55571) 2002 CP82
- (55574) 2002 CF245
- (55578) 2002 GK105
- (56355) 2000 AX130
- (57041) 2001 EN₁₂
- (57904) 2002 ER25
- (57910) 2002 ED61
- (57915) 2002 EB110
- (57920) 2002 EL153
- (58096) Oineus
- (58366) 1995 OD₈
- (58473) 1996 RN₇
- (58475) 1996 RE11
- (58478) 1996 RC29
- (58479) 1996 RJ29
- (58480) 1996 RJ33
- (59049) 1998 TC31
- (59355) 1999 CL153
- (60257) 1999 WB25
- (60313) 1999 XW218
- (60322) 1999 XB257
- (60328) 2000 AH₇
- (60383) 2000 AR184
- (60388) 2000 AY217
- (60399) 2000 AY253
- (60401) 2000 BQ21
- (60421) 2000 CZ31
- (63175) 2000 YS55
- (63176) 2000 YN59
- (63193) 2000 YY118
- (63195) 2000 YN120
- (63202) 2000 YR131
- (63205) 2000 YG139
- (63210) 2001 AH13
- (63231) 2001 BA15
- (63234) 2001 BB20
- (63239) 2001 BD25
- (63241) 2001 BJ26
- (63257) 2001 BJ79
- (63259) 2001 BS81
- (63265) 2001 CP₁₂
- (63269) 2001 CE24
- (63272) 2001 CC49
- (63273) 2001 DH₄
- (63278) 2001 DJ29
- (63279) 2001 DW34
- (63284) 2001 DM46
- (63286) 2001 DZ68
- (63287) 2001 DT79
- (63290) 2001 DS87
- (63291) 2001 DU87
- (63292) 2001 DQ89
- (63294) 2001 DQ90
- (65000) 2002 AV63
- (65097) 2002 CC₄
- (65109) 2002 CV36
- (65111) 2002 CG40
- (65134) 2002 CH96
- (65150) 2002 CA126
- (65174) 2002 CW207
- (65179) 2002 CN224
- (65194) 2002 CV264
- (65205) 2002 DW₁₂
- (65206) 2002 DB13
- (65209) 2002 DB17
- (65210) 2002 EG
- (65211) 2002 EK1
- (65216) 2002 EZ13
- (65217) 2002 EY16
- (65223) 2002 EU34
- (65224) 2002 EJ44
- (65225) 2002 EK44
- (65227) 2002 ES46
- (65228) 2002 EH58
- (65229) 2002 EE61
- (65232) 2002 EO87
- (65240) 2002 EU106
- (65243) 2002 EP118
- (65245) 2002 EH130
- (65250) 2002 FT14
- (65257) 2002 FU36
- (65281) 2002 GM121
- (65583) Theoklymenos
- (65811) 1996 RW30
- (67065) 1999 XW261
- (68112) 2000 YC143
- (68725) 2002 ED₃
- (68766) 2002 EN102
- (68788) 2002 FU13
- (73637) Guneus
- (79444) 1997 UM26
- (80251) 1999 WW11
- (80302) 1999 XC64
- (80638) 2000 AM217
- (83975) 2002 AD184
- (83977) 2002 CE89
- (83978) 2002 CC202
- (83979) 2002 EW₅
- (83980) 2002 EP9
- (83981) 2002 EJ22
- (83983) 2002 GE39
- (83984) 2002 GL77
- (85030) Admetos
- (99950) Euchenor